# دون بارسونز
دون بارسونز (بالإنجليزية: Don Parsons)‏ هو سياسي أمريكي، ولد في 21 يوليو 1947. حزبياً، نشط في الحزب الجمهوري. وقد انتخب عضو مجلس نواب جورجيا.

## وصلات خارجية
- الموقع الرسمي